# Winne (rapper)
Winston Bergwijn (Paramaribo, 20 april 1978), beter bekend als Winne, is een Nederlandse rapper uit Rotterdam. Hij werd in 2006 contractueel vastgelegd door het platenlabel Top Notch.

## Biografie
Als kind van anderhalf jaar oud verhuisde Winne van de Surinaamse hoofdstad Paramaribo naar Rotterdam. Al op jonge leeftijd begon Winne met rappen in het Engels, in eerste instantie onder de naam Static. Door zijn vrienden werd hij aangemoedigd om in het Nederlands te gaan rappen, waarna hij de naam Winne aannam. Hij liet zich begeleiden door de ervaren collega-rappers D.C.O. en tevens jeugdvriend Alee Rock, met wie hij samen optrad op verschillende locaties in Rotterdam. Winne begon vanaf dan zijn talent steeds serieuzer te nemen.
In de nazomer van 2005 raakte Winne plots bekend bij een breder publiek. Zijn nummer Top 3 MC, geproduceerd door Kapitein Mo, werd uitgebracht op het internet en werd zeer positief ontvangen. Enkele maanden later verscheen ook de track Pomp Die Shit! op het verzamelalbum What's da Flavor?!, wat voor Winne de definitieve doorbraak betekende in de Nederlandse hiphop. Zijn nummer 'Top 3 MC' verscheen later dat jaar op het verzamelalbum Homegrown 2005.
In 2006 voorzag hij het album Eigen Wereld van de Zwolse formatie Opgezwolle van een bijdrage in het nummer Volle Kracht. Tevens was Winne tweemaal te horen op het album Rotterdam van jeugdvriend U-Niq. In augustus 2006 tekende Winne een contract bij Top Notch, waar hij latere albums op uitbracht.

### EpOnoverwinnelijk
In 2007 verscheen eerst zijn ep Onoverwinnelijk, een verzameling van nummers die hij al had liggen, waaronder Top 3 MC. Zelf noemde hij Onoverwinnelijk een voorbode op zijn debuutalbum. De ep was volledig geproduceerd door Kapitein Mo, op dat moment de vaste producer van Winne. Van Onoverwinnelijk waren drie videoclips verschenen: Pomp die Shit!, Net Als Ik? en Begrijp me niet verkeerd (verschenen in 2008). Voor laatstgenoemde videoclip won Winne in 2008 een State Award voor de beste videoclip van dat jaar.
In het jaar daarvoor werd Winne zelf genomineerd voor een Urban Award (de voorloper van de State Awards) als beste nieuwkomer. Ook werd hij de mentor van de rapper Kempi, die toen pas een contract bij Top Notch had getekend. Hij leverde dan ook gastbijdrages aan de mixtapes van de Eindhovense rapper: Rap 'n Borie & Mixtape 3.1 en stond ook op de albums van Extince en Salah Edin.

### DebuutalbumWinne Zonder Strijd
In 2009 kwam zijn debuutalbum Winne Zonder Strijd uit. De productie van het album was naar eigen zeggen een lastig proces, omdat zijn relatie met Kapitein Mo verslechterde. In een interview met House of Hiphop vertelde hij hierover: Ik had vrij veel tracks met Mo opgenomen, maar op een gegeven moment ging dat niet door. Toen had ik wel zoiets van, ‘ik moet nu op zoek naar beats voor m’n lyrics’. Toen ik hiernaar op zoek ging was ik iedere keer weer teleurgesteld, omdat ik die magie miste. Uiteindelijk ging Winne samenwerken met producer Concrete, die bijna het volledige album produceerde.
Van de nummers W.I.N.N.E, Lotgenoot en Alles wat ik wil werden videoclips geschoten. Het nummer W.I.N.N.E. bevat een sample van de track Uncle Remus, van Frank Zappa.
Van Binnenvetter werd een remix gemaakt samen met Akwasi (van Zwart Licht), Typhoon en Fresku. Hij maakte ook de remix van Superster met Jiggy Dje.
Aan het einde van 2009 bracht hij in samenwerking met Patta een verzamel-mixtape uit genaamd So So Lobi. Er staan onder andere nummers op van Extince, Zwart Licht, Jiggy Dje, Lange Frans, Kempi, Gers, Rico en Sticks. Winne staat zelf ook op het album met het nummer Wij Zijn 1, waarvoor een videoclip werd opgenomen.

### 2011
In 2011 was Winne een van de deelnemers van het eerste seizoen van het TROS-programma Ali B op volle toeren. Winne werd in deze aflevering gekoppeld aan Henny Vrienten van Doe Maar. Winne, met ondersteuning van Ali B, maakte een remake van een van de grootste hits van Doe Maar: Sinds 1 dag of 2 (32 jaar), het nummer waarmee Doe Maar in 1980 doorbrak bij het grote publiek. Henny Vrienten maakte een remake van Lotgenoot (2009).

### 2012
Op 23 maart 2012 verscheen de gemixte track 'Geef Acht' van de hardstyle-dj Headhunterz. Een deel van dit nummer werd gedraaid door Headhunterz op het harddancefestival Mysteryland op 23 augustus 2011.

### 2013
In 2013 verscheen het album Greatminds gemaakt door Winne, Sticks en Jiggy Dje. Samen met producer Dr. Moon werkte het drietal een tijd in Parijs aan het album. Winne trok samen met de groep Nederland door voor verschillende optredens.

### 2017: Couture 33
In 2017 richtte hij zijn eigen label op genaamd Couture 33. Hij tekende gelijk twee artiesten, Melissa Lopes en Rass King. In de jaren daarna tekende hij nog meer artiesten. Eind 2021 waren de volgende artiesten onderdeel van het label: Raw Roets, Rass King, Melissa Lopes en Mella MM. Winne zelf releasede ondertussen ook zelf muziek vanuit het label. Zo kwam in 2020 het tweede deel van So So Lobi uit. Dit album werd in samenwerking met Top Notch uitgebracht op Couture 33. In 2023 kondigde Winne een nieuwe signing aan en werd Harry Femer toegevoegd aan het roster. 

### 2018
Na negen jaar verscheen Winnes tweede album Oprecht Door Zee. Op de plaat zijn onder anderen Emms, Kempi, Derek Otte, Fresku, Poppe, Feis en Melissa Lopes te horen.

## Prijzen en nominaties
| Jaar | Prijs             | Categorie        | Muziek                                 |        |
| ---- | ----------------- | ---------------- | -------------------------------------- | ------ |
| 2007 | Urban Award       | Beste Nieuwkomer |                                        | Nom    |
| 2008 | State Awards 2008 | Beste Clip       | Begrijp me niet Verkeerd met Mr. Probz | Win    |
| 2009 | 3VOOR12 Award     | Beste Single     | W.I.N.N.E.                             | Nr. 74 |
| 2009 | State Awards 2009 | Beste Artiest    |                                        | Win    |
| 2009 | State Awards 2009 | Beste Album      | Winne Zonder Strijd                    | Win    |
| 2009 | State Awards 2009 | Beste Single     | W.I.N.N.E                              | Nom    |
| 2009 | State Awards 2009 | 101 Barz Award*  |                                        | Win    |
| 2009 | State Awards 2009 | Lijn5 Award      | Nom                                    |        |
| 2010 | TMF Awards 2010   | TMF Pure Award   | Nom                                    |        |
| 2010 | State Awards 2010 | Beste Mixtape    | So So Lobi                             | Win    |

(*) = Winne heeft deze 101 Barz Award aan de rapper Kleine Viezerik gegeven.

## Discografie

### Albums
| Album met eventuele hitnotering(en) in de Nederlandse Album Top 100 | Datum van verschijnen | Datum van binnenkomst | Hoogste positie | Aantal weken | Opmerkingen   |
| ------------------------------------------------------------------- | --------------------- | --------------------- | --------------- | ------------ | ------------- |
| Onoverwinnelijk                                                     | 2007                  | -                     |                 |              | ep            |
| So so lobi                                                          | 2009                  | -                     |                 |              | Verzamelalbum |
| Haat is de nieuwe liefde!                                           | 2009                  | -                     |                 |              | Mixtape       |
| Winne zonder strijd                                                 | 13-03-2009            | 21-03-2009            | 11              | 3            |               |
| Oprecht door zee                                                    | 17-08-2018            |                       |                 |              |               |

### Singles
| Single met eventuele hitnotering(en) in de Nederlandse Top 40 | Datum van verschijnen | Datum van binnenkomst | Hoogste positie | Aantal weken | Opmerkingen                             |
| ------------------------------------------------------------- | --------------------- | --------------------- | --------------- | ------------ | --------------------------------------- |
| Ode Aan Het legioen                                           | 2012                  | -                     |                 |              | met U-Niq / Nr. 11 in de Single Top 100 |

### Gastoptredens

#### Artiestenalbums
| Jaar | Nummer                      | Nummer                                                               | Album                           | Album            |
| Jaar | Naam                        | met                                                                  | Naam                            | Album Artiest    |
| ---- | --------------------------- | -------------------------------------------------------------------- | ------------------------------- | ---------------- |
| 2006 | Volle Kracht                | Opgezwolle                                                           | Eigen Wereld                    | Opgezwolle       |
| 2006 | Rotterdam (Remix)           | U-Niq, A&C, Feis, Milz, Alee Rock & Eddy Ra                          | Rotterdam Mixtape               | U-Niq            |
| 2006 | -Kritiek -Rotterdam (Remix) | -U-Niq, Sticks & Bianca -U-Niq, A&C, Feis, Milz, Alee Rock & Eddy Ra | Rotterdam                       | U-Niq            |
| 2007 | Nigga                       | Kempi, Feis                                                          | Mixtape 2: Rap 'N Borie         | Kempi            |
| 2007 | Coke op 't Gas              | Kempi, Salah Edin, U-Niq & Feis                                      | Mixtape 3.1                     | Kempi            |
| 2007 | Op de Straat                | Salah Edin, Sticks, Kempi & Appa                                     | Nederlands Grootste Nachtmerrie | Salah Edin       |
| 2007 | (N.L.) Nieuwe Lichting      | Extince, Lange Frans, Kempi, Jiggy Djé & Nina                        | Toch?                           | Extince          |
| 2007 | Het Spel                    | U-Niq, Mr. Probz & Eddy Ra                                           | Muziek EP                       | U-Niq            |
| 2008 | Energie                     | U-Niq                                                                | Het Kapitalisme                 | U-Niq            |
| 2008 | Haat & Verraad              | Kempi, RBDjan                                                        | Du Zoon                         | Kempi            |
| 2008 | (N.L.) Nieuwe Lichting      | Extince, Lange Frans, Kempi, Jiggy Djé & Nina                        | Praktijk Ervaring               | Lange Frans      |
| 2010 | Nog Meer Succes             | Önder, Kempi & Jiggy Djé                                             | De Kassier                      | Önder & FS Green |
| 2010 | Nieuwe Dag                  | Fresku                                                               | Fresku                          | Fresku           |
| 2011 | Verslaafd                   | Ali B & Fresku                                                       | Ali B Geeft Antwoord            | Ali B            |
| 2011 | Focus                       | U-Niq                                                                | Scheepsrecht                    | U-Niq            |
| 2011 | Monopoly                    | ECKTUHECKTUH & U-Niq                                                 | Scheepsrecht                    | U-Niq            |

#### Verzamelalbums
| Jaar | Nummer | Nummer                                                                                          | Album                  | Album                       |
| Jaar | Naam | met                                                                                             | Naam                   | Artiest/Uitgever            |
| ---- | --- | ----------------------------------------------------------------------------------------------- | ---------------------- | --------------------------- |
| 2005 | Top 3 MC |                                                                                                 | Homegrown 2005         | Top Notch                   |
| 2009 | -911, Je Voelt Me, Het is niet Anders -W.I.N.N.E., Lotgenoot -Alles Wat Ik Wil, Binnevetter Remix -Verstoppertje | Extravaganza Mixtape I Extravaganza Mixtape II Extravaganza Mixtape III Extravaganza Mixtape IV | Top Notch              |                             |
| 2009 | -Intro -Wij zijn 1                                                                                               | -Jiggy Dje -                                                                                    | So So Lobi             | Winne - Top Notch           |
| 2010 | Binnevetter Remix                                                                                                | Fresku, Akwasi & Typhoon                                                                        | Fakkelteigroep Vol. 1  | Fakkelteitgroep - Top Notch |
| 2010 | Schaduw |                                                                                                 | Extravaganza Mixtape V | Top Notch                   |

## Videoclips
| Jaar | Naam                                   | Director     | van Album           | Prijzen                              |
| ---- | -------------------------------------- | ------------ | ------------------- | ------------------------------------ |
| 2006 | Pomp die Shit!                         | Habbekrats   | Onoverwinnelijk     |                                      |
| 2006 | Net Als ik                             | Habbekrats   | Onoverwinnelijk     |                                      |
| 2008 | Begrijp me niet Verkeerd met Mr. Probz | Ivan Barbosa | Onoverwinnelijk     | win. State Awards 2008: Beste Clip   |
| 2009 | W.I.N.N.E                              | Ivan Barbosa | Winne Zonder Strijd | nom. State Awards 2009: Beste Single |
| 2009 | Lotgenoot                              | Teemong      | Winne Zonder Strijd |                                      |
| 2009 | Alles wat ik wil met GMB               | Ivan Barbosa | Winne Zonder Strijd |                                      |
| 2009 | Wij zijn 1                             | Teemong      | So So Lobi          |                                      |

## Trivia
In 2018 realiseerde de Amsterdamse muralist JDL street art een gigantische muurschildering van de rapper aan het Kruisplein in Rotterdam.